# Signiphora lutea
Signiphora lutea är en stekelart som beskrevs av Rust 1913. Signiphora lutea ingår i släktet Signiphora och familjen långklubbsteklar. Inga underarter finns listade i Catalogue of Life.